# Lewon Paczadżjan
Lewon Paczadżjan (orm. Լեւոն Պաչաջյան, ur. 20 września 1983 roku, w Erywaniu, Armenia) – piłkarz ormiański, występujący na pozycji pomocnika.

## Tytuły
- 1. miejsce w lidze ormaiańskiej z Pjunikiem w latach: 2003, 2004, 2005, 2006, 2007.
- Puchar Armenii z Pjunikiem: 2004.
- Superpuchar Armenii z Pjunikiem: 2003, 2004, 2006.

## Reprezentacja
Piłkarz w reprezentacji Armenii gra od 2004 roku. Wystąpił między innymi w meczach z Polską w eliminacjach do ME 2008.